# Municipio de Banks (Míchigan)
El municipio de Banks (en inglés: Banks Township) es un municipio ubicado en el condado de Antrim en el estado estadounidense de Míchigan. En el año 2010 tenía una población de 1609 habitantes y una densidad poblacional de 0,01 personas por km².

## Geografía
El municipio de Banks se encuentra ubicado en las coordenadas 45°10′5″N 85°18′20″O / 45.16806, -85.30556. Según la Oficina del Censo de los Estados Unidos, el municipio tiene una superficie total de 132 723,94 km², de la cual 116 401,26 km² corresponden a tierra firme y (12,3 %) 16 322,02 km² es agua.

## Demografía
Según el censo de 2010, había 1609 personas residiendo en el municipio de Banks. La densidad de población era de 0,01 hab./km². De los 1609 habitantes, el municipio de Banks estaba compuesto por el 95,9 % blancos, el 0,12 % eran afroamericanos, el 0,56 % eran amerindios, el 0,31 % eran asiáticos, el 1,68 % eran de otras razas y el 1,43 % eran de una mezcla de razas. Del total de la población el 3,67 % eran hispanos o latinos de cualquier raza.